# Никола-Реня
Николо-Реня — опустевшая  деревня в Весьегонском муниципальном округе Тверской области. 

## География
Деревня находится в северо-восточной части Тверской области на расстоянии приблизительно 19 км на запад-юго-запад по прямой от районного центра города Весьегонск на правом берегу реки Реня.    

## История
Известна была с XIX века как погост, В 1859 году было учтено 2 двора . До 2019 года входила в состав Ёгонского сельского поселения до упразднения последнего.  На погосте осталась заброшенная Успенская церковь.

## Население
Численность населения: 21 человек (1859),, 0  как в 2002 году, так и в 2010.